# Kepler-440 b
Kepler-440 b, precedentemente noto con la designazione KOI-4087.01, è un pianeta extrasolare che orbita attorno a Kepler-440, una stella nana arancione più piccola e fredda del Sole, avente una massa ed un raggio rispettivamente del 58% e del 56% di quelli della nostra stella. È situato nella costellazione della Lira e dista 851 anni luce dal sistema solare.
La conferma della scoperta, avvenuta con il metodo del transito tramite il telescopio spaziale Kepler, si è avuta nel gennaio del 2015.

## Caratteristiche
Il pianeta ha un raggio 1,78 volte quello terrestre, orbita nella zona abitabile della propria stella in 101 giorni terrestri, e il suo indice di similarità terrestre è di 0,75, mentre la sua temperatura di equilibrio, secondo il Planetary Habitability Laboratory dell'Università di Portorico di Arecibo, è di 273 kelvin (circa 0 °C). Dato il suo raggio, il pianeta potrebbe essere una super Terra, tuttavia è più probabile che si tratti di un mininettuno senza superficie solida, come suggerito da Torres et al., che nel loro studio stimano le probabilità che si possa trattare di un pianeta roccioso attorno al 30%.
La sua distanza media dalla stella è di circa 0,24 UA, tuttavia la sua eccentricità orbitale è piuttosto elevata (e=0,34), e il pianeta esce dalla zona abitabile durante il suo percorso orbitale; mentre al periastro dista solo 0,16 UA dalla stella, si allontana ad una distanza doppia (0,32 UA) quando transita all'afastro. Ciò comporta che la sua temperatura d'equilibrio possa oscillare anche di 100 K durante il suo periodo di rivoluzione. Per questo motivo e per i dubbi che si possa trattare di un pianeta gassoso, è poco probabile che sia un pianeta adatto alla vita così come noi la conosciamo.